# Ain-Diab Circuit
Ain-Diab Circuit – drogowy tor Formuły 1 zbudowany w 1957 na południowy zachód od Ain-Diab w Maroku.
Okrążenie miało 7,618 km i prowadziło publicznymi drogami: wzdłuż wybrzeża i drogę z Casablanki do Azemmour. Trasa została zaprojektowana przez Królewski Automobilklub Maroka, a całe przedsięwzięcie otrzymało błogosławieństwo Muhammada V. Przygotowania toru trwały około pół roku. W 1957 rozegrano pierwszy wyścig Formuły 1, jednak nie był on zaliczany do klasyfikacji mistrzostw świata. 19 października 1958 odbyło się Grand Prix Maroka, które było finałową rundą mistrzostw. Wygrał Stirling Moss w Vanwallu.
Podczas jedynego GP Maroka doszło do tragicznego wypadku. Zginął Stuart Lewis-Evans, który zmarł dotkliwie poparzony sześć dni po wypadku w szpitalu w Anglii.

## ZwycięzcyGrand Prix Maroka Formuły 1na torze Ain-Diab
| Sezon | Kierowca      | Zespół  |        |
| ----- | ------------- | ------- | ------ |
| 1958  | Stirling Moss | Vanwall | Wyniki |